# Peter Tatsuo Doi
Peter Tatsuo Doi (土井 辰雄 Doi Tatsuo) (Sendai, 22 de diciembre de 1892 - Tokio, 21 de febrero de 1970) fue un cardenal japonés de la Iglesia católica.

## Biografía
Doi nació en el seno de una familia no cristiana pero que se bautizó el día de Pascual de 1902.
Comenzó sus estudios eclesiásticos en el seminario de su ciudad natal y los continuó en el Colegio de Propaganda Fide de Roma, y fue ordenado sacerdote el 1 de mayo de 1921 en la catedral de Sendai. Durante trece años se dedicó a las actividades parroquiales, once de ellos en Wakamatsu, hasta que en 1934 fue nombrado secretario del Delegado Apostólico en Japón, Paolo Marella.

## Episcopado

### Arzobispo de Tokio
El 2 de diciembre de 1937, el Papa Pío XI lo nombró primer VI Arzobispo Metropolitano de la Arquidiócesis de Tokio.
Fue consagrado el 13 de febrero de 1938, ostentando este cargo hasta su fallecimiento.
Todos los prelados extranjeros fueron expulsados de Japón en 1940, con lo que Doi, único prelado japonés, quedó como máximo representante del catolicismo en Japón.
Durante la Segunda Guerra Mundial dirigió el Comité Católico Nacional, dando muestra de una extraordinaria firmeza de carácter. Tras el conflicto, reorganizó las parroquias, animó a los fieles, y construyó el Seminario Mayor de Toquio.
Dentro de una política de aproximación a Japón que había conducido en 1959 a las primeras emisiones papales hacia aquel país.

## Cardenalato
Juan XXIII lo nombró cardenal —con el título de San Antonio de Padua en Vía Merulana— el 28 de marzo de 1960, siendo el primer japonés en ostentar este cargo. Participó en el Concilio Vaticano II. Había pertenecido a las congragaciones Propaganda Fide, de Educación Católica y Causa de los Santos, siendo miembro también de la Pontificia Comisión para la revisión del Código de Derecho Canónico.

## Fallecimiento
Falleció de neumonía en el Hospital de Santa María de Tokio y está enterrado en la catedral metropolitana de esta ciudad.